# یواس‌اس گراس‌بک (۱۸۶۵)
یواس‌اس گراس‌بک (۱۸۶۵) (به انگلیسی: USS Grosbeak (1865)) یک کشتی بود که طول آن 164' بود.